# Pohulanka (Nowy Majdan)
Pohulanka – część wsi Nowy Majdan w Polsce położona w województwie lubelskim, w powiecie chełmskim, w gminie Wojsławice.
W latach 1975–1998 Pohulanka administracyjnie należała do województwa chełmskiego.